# Caesar
Caesar és un videojoc de construcció de ciutats ambientat en la Roma imperial. Com a líder de l'urb romana, el jugador ha de construir els edificis adequats per mantenir el nivell de contentament dels ciutadans, sota pena d'expulsió del càrrec. A banda de la gestió de recursos i de la decisió de quins edificis construir, s'ha de protegir l'imperi d'agressions dels bàrbars entrenant un exèrcit poderós. Aquest exèrcit pot usar-se per envair altres pobles, que un cop convertits en províncies paguen tributs. Cal usar l'estratègia per decidir quins pobles atacar, quins serveis oferir i quines infraestructures planificar per tal de guanyar el joc, dividit en nivells de dificultat. L'èxit de Caesar va provocar que sortissin fins a quatre continuacions.

## Diferències ambSimCity
- Aspecte militar del joc.
- Simulació detallada de temes històrics.

En Caesar, el jugador manté l'obligació d'organitzar i finançar campanyes armades contra els bàrbars, i crear en conseqüència un pressupost específic per a això. Les batalles en si no es presenten a l'escenari del joc, però el jugador envia tropes a la batalla, i s'ha de preocupar tant l'allotjament com de la disposició de les tropes que mana, així com del manteniment d'una xarxa de carreteres perquè el transport de les legions sigui eficaç. SimCity eventualment va oferir ciutats ambientades històricament amb el seu motor de joc, però la interfície d'usuari i la simulació de creixement subjacent es va mantenir sense canvis.

## Seqüeles
Caesar va ser desenvolupat i dissenyat per Impressions Games i distribuït per Sierra Entertainment. Al mateix temps que Caesar, Impressions Games va desenvolupar un altre joc de temàtica romana, Cohort 2, un joc que permet al jugador dirigir antigues batalles romanes amb un estil similar al del precursor de la sèrie Command & Conquer. Impressions Games aquesta vegada inclou una característica a Cohort 2, que permetria als jugadors de Caesar carregar els seus arxius guardats i jugar a les batalles del joc amb Cohort 2. Més tard, la mateixa desenvolupadora de videojocs llança una versió actualitzada de Caesar, que automàticament posa en marxa una versió nova de Cohort 2, amb el sistema de batalla més incrustat al joc. Aquesta versió va ser publicada sota el títol de Caesar Deluxe el 1994.
Impressions Games, va llançar seqüeles addicionals al joc, Caesar II el 1995, Caesar III el 1998 i Caesar IV el 2006.